# 基恩 (德国)
基恩（德語：Kirn，發音：[kɪʁn] ⓘ）是德国莱茵兰-普法尔茨州巴特克罗伊茨纳赫县的城市，面积为16.53平方千米，2023年12月31日人口为8,523人。